# Christopher Crell-Spinowski
 Christopher Crell-Spinowski (polnisch Krzysztof Crell-Spinowski, lateinisch Crellius Spinovius, * 1622 in Rakau; † 12. Dezember 1680) war ein unitarischer Theologe und bedeutender Vertreter der Polnischen Brüder.

## Leben und Wirken
Crell-Spinowski wurde 1622 als Sohn des deutsch-polnischen unitarischen Theologen Johannes Crellius in Rakau geboren. Hier begann er an der Rakauer Akademie Theologie zu studieren, der sein Vater zeitweise als Rektor vorstand. Nach Schließung der Akademie setzte er sein Studium an der Universität von Leiden in den Niederlanden fort. Nach seiner Rückkehr aus den Niederlanden wurde er 1650 Prediger der unitarischen Gemeinde im niederschlesischen Krzelów (dt. Krehlau), von 1654 bis 1659 im kleinpolnischen Rąbkowa und anschließend im oberschlesischen Kluczbork (dt. Kreuzburg), wo auch seine ersten beiden Söhne Christopher (1658) und Samuel (1660) geboren wurden. 1666 starb hier seine erste Frau. Im Jahr 1669 übersiedelte er schließlich ins masurische Andreaswalde (poln. Kosinowo) in Ostpreußen, wo er die Schriften seines Vaters redigierte und später in Amsterdam drucken ließ. Er unternahm mehrere Reisen in die Niederlande und nach England. Im Jahr 1677 wurde in zweiter Ehe sein dritter Sohn Pawel geboren. 
Crell-Spinowski entschied sich wie sein Vater für den Beruf des unitarischen Theologen und Pfarrers, erlebte jedoch die zunehmende religiöse Verfolgung der Polnischen Brüder zur Zeit der katholischen Gegenreformation, die schließlich zum Ende der unitarischen Kirche in Polen-Litauen führte. Führende Vertreter der polnischen Unitarier waren zur Emigration gezwungen. Crell-Spinowski selbst übersiedelte ins ostpreußische Andreaswalde, wo noch bis ins 19. Jahrhundert hinein eine unitarische Gemeinde Bestand hatte. Crell-Spinowski steht somit für den Transformationsprozess der unitarischen Kirche von einer regional im Wesentlichen auf Polen-Litauen begrenzten Territorialkirche zur Exilantengemeinde und verhalf so dem Unitarismus zur Verbreitung u. a. in England. Auf seinen Reisen in die Niederlande und nach England warb er um Hilfe für die verfolgten polnisch-litauischen Unitarier. Sein Sohn Samuel Crell wurde später selbst Prediger in den Exilgemeinden der Polnischen Brüder in Deutschland und lebte zeitweise auch in den Niederlanden. Sein Sohn Christopher studierte später ebenfalls in Leiden und promovierte im Juli 1682 in Medizin, anschließend wurde er in Form eines Lizenziat vom britischen Royal College of Physicians unterstützt. Crell-Spinowski starb 1680 auf der Rückkehr von einer seiner Reisen.